# قوی-داش (شهرستان علم‌الدین)
قوی-داش (به لاتین: Koy-Tash) یک منطقهٔ مسکونی در قرقیزستان است که در شهرستان علم‌الدین واقع شده‌است. قوی-داش ۲٬۳۵۹ نفر جمعیت دارد و ۱٬۲۶۴ متر بالاتر از سطح دریا واقع شده‌است.